# Jacopo Landoni
Jacopo Landoni (Ravenna, 25 luglio 1772 – Ravenna, 21 luglio 1855) è stato un letterato italiano.
Figura bizzarra ed eclettica, così veniva sinteticamente descritto dal suo biografo: "scolaro di Melchiorre Cesarotti, amico di Paolo Costa, maestro di Gioacchino Rossini, poeta erotico e satirico, burlesco e didascalico, meditativo ed estemporaneo, italiano e dialettale, traduttore fecondo se non sempre felice e critico bizzarramente originale" (Muratori 1906: i).

## Biografia
Nacque nella parrocchia di San Clemente (poi San Giovanni Battista) da Luigi, notaio, e Agnese Braghini, che morì pochi giorni dopo il parto. Rimasto ben presto orfano anche del padre (mancato nel 1780) crebbe presso i nonni materni.
Compì i suoi studi dapprima nelle scuole pubbliche e poi, a tredici anni, nel seminario ravennate. Passò quindi all'università di Padova, dove si applicò agli studi letterari sotto l'insegnamento di Melchiorre Cesarotti, e dove strinse amicizia con il concittadino Paolo Costa.
Oltre (e forse più) che per i suoi scritti, il Landoni è tuttora ricordato per lo spirito scanzonato che si tradusse in numerose burle giocate ai suoi concittadini. Una di esse è ricordata in un brano di Olindo Guerrini.
Morì nel corso della grave epidemia di colera del 1854-55, che fece numerose vittime a Ravenna, al punto che per i deceduti si dovette approntare un'area particolare nel cimitero, dove anch'egli giace, privo di una sepoltura individuale. Pochi anni dopo fu realizzato in suo onore un monumento funebre nella chiesa di San Giovanni Evangelista, sotto la prima cappella a sinistra. La statua che sovrasta la lastra marmorea, un busto giovanile del Landoni (realizzato da Enrico Pazzi nel 1859), si trova oggi nella Biblioteca Classense.

## Opere
Le sue numerose opere, perlopiù di genere burlesco o satirico, comprendono non solo composizioni originali ma anche, spesso, traduzioni in italiano vuoi di classici (Cornelio Gallo, Orazio), vuoi di scritti latini di autori moderni (la storia di Ravenna di Girolamo Rossi, i poemi maccheronici di Teofilo Folengo), vuoi di altri autori (il francese Joseph Berchoux). Nella sua produzione si segnalano (in ordine cronologico):
- Maccheronee dieci di Merlin Coccajo tradotte in ottave vulgari da Jacopo Landoni ravennate, Milano, Società tipografica de' classici italiani, 1819. (versione digitalizzata)
- Le sponsalizie. Libri quattro di Jacopo Landoni ravennate, Ravenna, A. Roveri e figli, 1821
- Lo Maestro Ircone Ravignano. Dello pulcro vulgare eloquio della prisca semplicitate naturalezza, e grazia rinovellato, Ravenna, Antonio Roveri e Figli, 1823
- Ravenna dall'anno 1500 sino all'anno 1513. Volgarizzamento dalla latina storia di Girolamo Rossi storico in quel secolo fatto da Jacopo Landoni, Ravenna, Roveri, 1826. (versione digitalizzata)
- Odi 34 di Quinto Orazio Flacco scelte le più indicanti il di lui stato, indole, e carattere versione di Jacopo Landoni con alcune note..., Pesaro, Annesio Nobili, 1827.
- La moschea di Merlin Cocajo tradotta in sestine italiane e in quattro canti divisa, Bologna, Parmeggiani, e Gamberini, 1826.
- Alcune rime, Ravenna, A. Roveri, 1833
- Alcune poesie e Lo maestro Ircone di Iacopo Landoni, Bologna, alla Volpe, 1834.
- Terze rime burlesche di Jacopo Landoni ravennate, Ravenna, Roveri, imprim. 1837.
- La gastronomia cioè ammaestramento ai bravi mangiatori. Canti quattro in ottave rime italiane. Traduzione di Jacopo Landoni ravennate dal francese Joseph Bercoux, Ravenna, Roveri, 1838.
- Elegie di Cneo Cornelio Gallo volgarizzate per la prima volta da Jacopo Landoni, Bagnacavallo, Serantonj e Grandi, 1853.
- Cantafavole dieci di Jacopo Landoni ravennate in terze rime, Ravenna, Tip. del Seminario arcivescovile, 1854.
- L'anno ottantesimo di mia età. Carme in ottava rima di Jacopo Landoni ravennate, Ravenna, Tipografia del Seminario arcivescovile, 1851.

Fu anche scrittore in romagnolo, la cui produzione dovette essere cospicua ma fu in gran parte dispersa, e di cui sopravvivono solo 4 sonetti stampati nel 1799, con lo pseudonimo di Pirett Tignazza, canonich d'la Piazza.